# 1710
1710 (MDCCX) fue un año común comenzado en miércoles según el calendario gregoriano

Mapa de América del Norte en 1710

## Acontecimientos
- Virreinato del Perú. Diego Ladrón de Guevara es el nuevo virrey.
- Se desarrollan las batallas de Zaragoza, Almenar, Brihuega y Villaviciosa en el contexto de la Guerra de Sucesión Española.

## Arte y literatura
- 10 de abril: Gran Bretaña. Entra en vigencia la primera ley sobre copyright, el Estatuto de Ana.
- Termina la construcción de la Catedral de San Pablo de Londres.
- Georg Friedrich Händel se convierte en el director de orquesta de la corte de Hanóver.
- Última gran reforma del Palacio de Versalles.
- Tomaso Albinoni compone un Concierto para violín y orquesta.
- Giambattista Vico publica De antiquissima Italorum sapientia ex latinae linguae originibus eruenda.

## Ciencia y tecnología
- Friedrich Böttger funda su propia fábrica de porcelana, una de las primeras en Europa.

## Nacimientos
- 3 de enero: Richard Gridley, soldado estadounidense. (f. 1796)
- 4 de enero: Giovanni Battista Pergolesi, compositor italiano (f. 1736)
- 15 de febrero: Luis XV de Francia (f. 1774)
- 12 de marzo: Thomas Augustine Arne compositor inglés (f. 1778)
- 21 de abril: Francesco Foschi, pintor paisajista italiano (f. 1780)
- 14 de mayo: Adolfo Federico, rey sueco entre 1751 y 1771 (f. 1771).
- 22 de noviembre: Wilhelm Friedemann Bach compositor alemán (f. 1784)
- Ignacio de Jerusalem y Stella, compositor y violinista mexicano, nacido en Italia (fecha probable).
- Juan Santos Atahualpa, rebelde inca peruano que buscó la independencia del Perú.(fecha probable).
- Miguel Cabrera pintor mexicano (f. 1768).

## Fallecimientos
- 28 de abril: Thomas Betterton actor inglés (n. 1635)
- Gaspar Sanz, compositor y guitarrista español
- 28 de septiembre: Pablo Presbere Cacique de Talamanca y libertador de los pueblos indígenas